# Harald Arnesen
Harald Arnesen (1935 circa) è un ex sciatore alpino norvegese.

## Biografia
Sciatore polivalente, Harald Arnesen debuttò in campo internazionale in occasione del trofeo Holmenkollen-Kandahar 1956 (Oppdal, 2-4 marzo), classificandosi 22º nella discesa libera, 37º nello slalom gigante e 35º nello slalom speciale; ai Mondiali di Chamonix 1962, sua unica presenza iridata, si piazzò 25º nello slalom gigante e 19º nello slalom speciale. Disputò la sua ultima gara internazionale a Oppdal il 22 marzo 1964, quando fu 8º in slalom speciale, e terminò la sua carriera agonistica ai Campionati norvegesi 1964 (Hemsedal, 3-5 aprile), dove vinse la medaglia di bronzo nella discesa libera; non prese parte a rassegne olimpiche.

## Palmarès

### Campionati norvegesi
- 5 medaglie:
  -  1 argenti (combinata nel 1961)
  -  4 bronzi (discesa libera nel 1961; discesa libera, combinata nel 1962; discesa libera nel 1964)[senza fonte]